# Cirrochroa relata
Cirrochroa relata är en fjärilsart som beskrevs av Nicéville 1886. Cirrochroa relata ingår i släktet Cirrochroa och familjen praktfjärilar. Inga underarter finns listade i Catalogue of Life.